# Tobias Moretti
Tobias Moretti (Gries am Brenner, 11 de julho de 1959) é um ator austríaco.

## Biografia
O seu verdadeiro nome é Tobias Loeb. É publicamente reconhecido pela sua interpretação artística do comissário Richard Moser em quatro temporadas da série Kommissar Rex.
Em Munique frequentou a academia de arte dramática Otto Falkenberg. Foi então que lhe nasceu a paixão pelo teatro.
É um amante de música  e pratica diversos desportos: alpinismo, esqui, corrida de carros e competições aéreas. Também é apaixonado por motos e possui uma Ducati.
É casado desde agosto de 1997 com Julia Wilhem, com quem teve duas crianças: Antónia, nascida em julho de 1998, e Lenz, nascido em 14 de Fevereiro de 2000.

## Filmografia
- 1994-1997 : Kommissar Rex
- 1996 : Workaholic
- 1998 : Clarissa
- 1998 : Krambambuli
- 1998 : Mia, Liebe meines Lebens
- 1999 : Joseph von Nazareth
- 1999 : La Maison des ombres
- 2000 : Tatoo
- 2002 : Jules César
- 2003  : Nous irons plus au bois
- 2003  : Schwabenkinder (TV)
- 2004  : Die Rückkehr des Tanzlehrers (The Return of the Dancing Master)
- 2005  : Die Liebeswunsch
- 2005  : Speer und Er ( TV)
- 2006  : 42 Plus
- 2006  : Midsummer Madness
- 2007  : Du gehörst mir
- 2007  : Die Schatzinsel